# Tanggul (Mijen)
Tanggul is een bestuurslaag in het regentschap Demak van de provincie Midden-Java, Indonesië. Tanggul telt 2351 inwoners (volkstelling 2010).